# Bandeira de Niterói
Bandeira do município de Niterói foi adotada em 24 de novembro de 1969. Através do decreto nº. 1736/69, a Prefeitura de Niterói, "considerando que o brasão de armas do Município de Niterói, além de desatualizado, não obedece às normas da heráldica de domínio" e que "o Município de Niterói não possui bandeira que o represente", instituiu um concurso para a escolha de um novo brasão e de uma bandeira para a cidade. A proposta vencedora foi a que apresentou uma bandeira dividida em dois campos, com o brasão dentro. No dia 24 de novembro do mesmo ano, o prefeito Emílio Abunahman sancionava a Deliberação nº 2.687 da Câmara Municipal, oficializando a criação do Brasão de Armas e da Bandeira de Niterói.

## Descrição
O primeiro campo da bandeira, que ocupa dois terços do total, é branco, simbolizando a busca pela paz. O segundo campo é azul, simbolizando a vocação marítima da cidade. O brasão fica localizado no centro do campo branco. Para fins de reprodução deve-se utilizar como base a proporção 07:10, ou 14 x 20 módulos, como a bandeira nacional.